# IronPython
IronPython is een implementatie van de programmeertaal Python, bestemd voor .NET en Mono, en ontworpen door Jim Hugunin. Versie 1.0 verscheen op 5 september 2006. IronPython werd volledig geschreven in C#. Tot versie 0.6 werd het uitgebracht onder de Common Public License. Daarna viel het een tijdje onder de Microsoft Permissive License en nu valt het onder de Apache-licentie versie 2.0.
IronPython kan gebruikt worden voor client-side-scripting met behulp van Microsoft Silverlight.

## Voorbeeld
```
from
 
BookService
 
import
 
BookDictionary

booksWrittenByBookerPrizeWinners
 
=
 
[]

for
 
book
 
in
 
BookDictionary
.
GetAllBooks
:

   
if
 
"Booker Prize"
 
in
 
book
.
Author
.
MajorAwards
:

      
booksWrittenByBookerPrizeWinners
.
append
(
book
.
Title
)

booksWrittenByBookerPrizeWinners

```